# Хроноліти
«Хроноліти» (англ. The Chronoliths) — науково-фантастичний роман канадського письменника Роберта Чарльза Вілсона, де стикається й протистоїть один одному сьогодення і майбутнє, яке необов'язково є «світлим і прекрасним».

## Зміст
Події відбуваються у майбутньому. У 2021 році на тайському острові Чумпхон зі своєю родиною мешкає дизайнер програмного забезпечення Скотт Варденд. Раптово починає відбуватися щось неймовірне: з нізвідки тут матеріалізується 60-метрова колона, висічена або відлита з невідомого синього матеріалу, схожого на скло. Напис, нанесений на колону, сповіщає, що монумент цей прибув з майбутнього і зведений на честь великої перемоги військ якогось Куїна, яку той здобуде на цьому місці рівно через 20 років — у 2041 році. Преса надає загадковому монументу назву «хроноліт».
Ця подія змінює не лише хід світової історії, а й життя головного героя, який волею випадку опинився в числі перших свідків прибуття хроноліта. Хроноліт Чумпхона виявляється першим, але далеко не останнім: один за іншим нові статуї, що сповіщають про швидкі перемоги Куїна, з'являються по всій Азії, потроху добираються до Європи і ось вже впритул підступають до кордонів США.
Прибуття кожного нового каменю — з плином часу вони стають все більш масивними — обертається цілком матеріальної катастрофою, яка руйнує міста і губить мільйони життів. Проте ще більш страхітливим чином впливають хроноліти на духовну і політичну життя людства. Відкриваючи майбутнє, вони з оманливою наочністю демонструють невідворотність переможної ходи Куїна планетою, і це знання радикально змінює поведінку людей. Світова економіка впала, соціальний стан суспільства став дуже важким, Америка гарячково переводить економіку на військові рейки, готуючись відбити удар куїністов, молодь марить невидимим до цього Куїном, вважаючи його месією. Люди готові зраджувати ідеали свого суспільства, причому гласно і відкрито, а держава не дуже розуміє, що робити. За звичкою все засекречується, наймаються натовпи агентів ФБР. Повільно розпадається інфраструктура: в молодості герой міг злітати через океан, а в зрілому віці йому доводиться спекулювати електронікою. Телефонний зв'язок все гірше, медицина все менш доступна, жодного нового супутника не запускають.
В свою чергу утворюється рух для боротьби з хронолітами, в лавах якого опиняється головний герой. Він потрапляє до центру таємних наукових досліджень феномену хронолітів під керівництвом Сью Чопри. І досить швидко розуміє, що завтрашній день зростає з сьогоднішнього, і що він, Скотт Варденд, з самого початку не просто так знаходиться в небезпечній близькості від його витоку. Вчені дійшли висновку, що таємничі хроноліти, швидше за все, є агресивною спробою впливу незрозумілого майбутнього на сьогодення з метою зміни вектора розвитку існуючої реальності.
Зрештою герой витягає доньку Кейтлін з табору колишніх хіппі, що стали куїністами. Потім куїністські заколотники були розбиті, виявляється, що кожен хроноліт було побудовано наступним «Куїном», який перед тим переміг свого попередника, якого також звали Куїном. Стає зрозумілим, що Куїн ніколи не вигравав війну проти демократичних сил, і планета піднімається з попелу. У віці 70 років Скотт згадує своє минуле: Сью вдалося здійснити свій план і допомогти знищити рештки куїністів. Дослідження колеги-вченого Сью Чопри щодо структури матерії під час вивчення хронолітів тепер дозволяють серйозно розглянути активне завоювання простору та колонізацію далеких планет.

## Характеристика
Роман замислювався з широким філософським розмахом, в основі якого ідея пророцтва, що стосується майбутнього, але змінює сьогодення. Світ, що руйнується під ударами величезних синіх каменів, і герої, які намагаються метушливо вибудувати своє вкорочене людське майбутнє в їх довгій тіні, виглядає переконливо, жваво і зворушливо. Захоплююче і непередбачувано письменник розповідає в романі про те, як складаються долі героїв, пов'язаних із загадковими хронолітами, як змінюється з появою цих дивних артефактів світ в цілому. Автор спонукає читача розмірковувати: можливо відвернути неминуле, як запобігти тому, що вже сталося чи можливо це.
«Хроноліти» стали чи не першим науково-фантастичним романом, де з'являється «чорношкіра однонога лесбійка, хвора на СНІД», тобто геніальний фізик-теоретик нетрадиційної сексуальної орієнтації Сьюзен Чопра родом з побожною мусульманської родини з індійським корінням.

## Нагороди
- Премія Г'юго, 2002 рік
- Меморіальна премія імені Джона Кемпбелла, 2002 рік